# Função inclusão
Em matemática, a função inclusão é uma função que dá como imagem de cada objecto o próprio objecto. Quando o domínio coincide com o contradomínio chama-se função identidade.

## Definição
Se X é um subconjunto de Y, a função inclusão de X em Y é função definida por
{\displaystyle {\begin{matrix}f:&X&\rightarrow &Y\\&x&\mapsto &x\end{matrix}}}
Algumas vezes a função inclusão é representada da seguinte forma:
{\displaystyle f:X\hookrightarrow Y}
Gráficamente sendo representado pelo conjunto dos pontos ordenados onde x=y, eixo ao qual são simétricas as funções e suas respectivas inversas.